# FK Mash'al Mubarek
El FK Mash'al Mubarek és un club de futbol uzbek de la ciutat de Muborak.